# Хан (притока Свакопа)
Хан (англ. Khan) — пересихаюча річка, що перетинає район Еронго в центральній Намібії. Головна притока річки Свакоп  і лише зрідка переносить поверхневі води під час дощових сезонів у листопаді та лютому / березні. 
Хан бере свій початок в районі селища Отджісемба, на північний захід від Окаханджі. Звідти річка протікає в західному напрямку до міста Усакос, і далі в південно-західному напрямку через пустелю Наміб. Впадає в річку Свакоп за 40 км на схід від Свакопмунда.